# یواس‌اس براش (دی‌دی-۷۴۵)
یواس‌اس براش (دی‌دی-۷۴۵) (به انگلیسی: USS Brush (DD-745)) یک کشتی بود که طول آن ۱۱۴٫۸ متر (۳۷۷ فوت) بود. این کشتی در سال ۱۹۴۳ ساخته شد.